# Ковалёв, Юрий Витальевич
Ю́рий Вита́льевич Ковалёв (7 июня 1922 — 6 января 2000, Санкт-Петербург) — советский и российский литературовед, доктор филологических наук (1971), основоположник петербургской школы американистики, профессор кафедры истории зарубежных литератур Санкт-Петербургского государственного университета.

## Биография
Родился в семье студентов (отец впоследствии стал журналистом, мать — линотиписткой). В 1940 году окончил школу и был призван в армию.
В годы Великой Отечественной войны служил рядовым артиллеристом на Северо-Западном фронте. Награждён Орденом Отечественной войны I степени, медалью «За победу над Германией». Демобилизован как инвалид войны.
После окончания войны, в 1945 году поступил на филологический факультет Ленинградского государственного университета. Прошёл весь путь от студента (аспирант, доцент, профессор) до заведующего кафедрой. Кафедра истории зарубежных литератур обязана своим названием именно Ю. В. Ковалёву.
В 1952 году защитил кандидатскую диссертацию «Уильям Джемс Линтон: из истории чартистской поэзии», в 1971 году — докторскую диссертацию «Проблемы американского романтизма 1840-х годов. Герман Мелвилл и его эпоха» (в 2 томах).

## Американистика
Ковалёв активно занимался историей литературы США. Являлся автором многочисленных статей, эссе, очерков и исследований по историко-литературным процессам США, Канады и Великобритании. Читал лекции в различных университетах США и Великобритании.
Известны его работы о творчестве Эдгара По, Фрэнсиса С. Фицджеральда, Германа Мелвилла и многих других.

## Основные работы
Книги
- Герман Мелвилл и американский романтизм. Л.: Художественная литература, 1972.
- Эдгар Аллан По: новеллист и поэт. Л.: Художественная литература, 1984, 1985.

Статьи
- Комментарии // Эдгар По. «Ворон». — СПб.: Азбука, 2010. — 253 с. — (Классика). — 5000 экз. — ISBN 978-5-9985-0096-1.
- ЭДГАР ПО // История всемирной литературы. — М., 1989. — Т. 6. — С. 571—577.
- Фрэнсис Скотт Фицджеральд и его роман «Ночь Нежна». Дата обращения: 25 июля 2010. Архивировано 27 декабря 2013 года.
- «Американская мечта» в творчестве Ф.-С. Фицджеральда. Дата обращения: 25 июля 2010. Архивировано 27 декабря 2013 года.
- Послесловие к роману Г. Мелвилла «Моби Дик, или Белый кит». ModernLib.Ru. Дата обращения: 25 июля 2010. Архивировано 5 марта 2016 года.